# Кануков, Харти Бадиевич

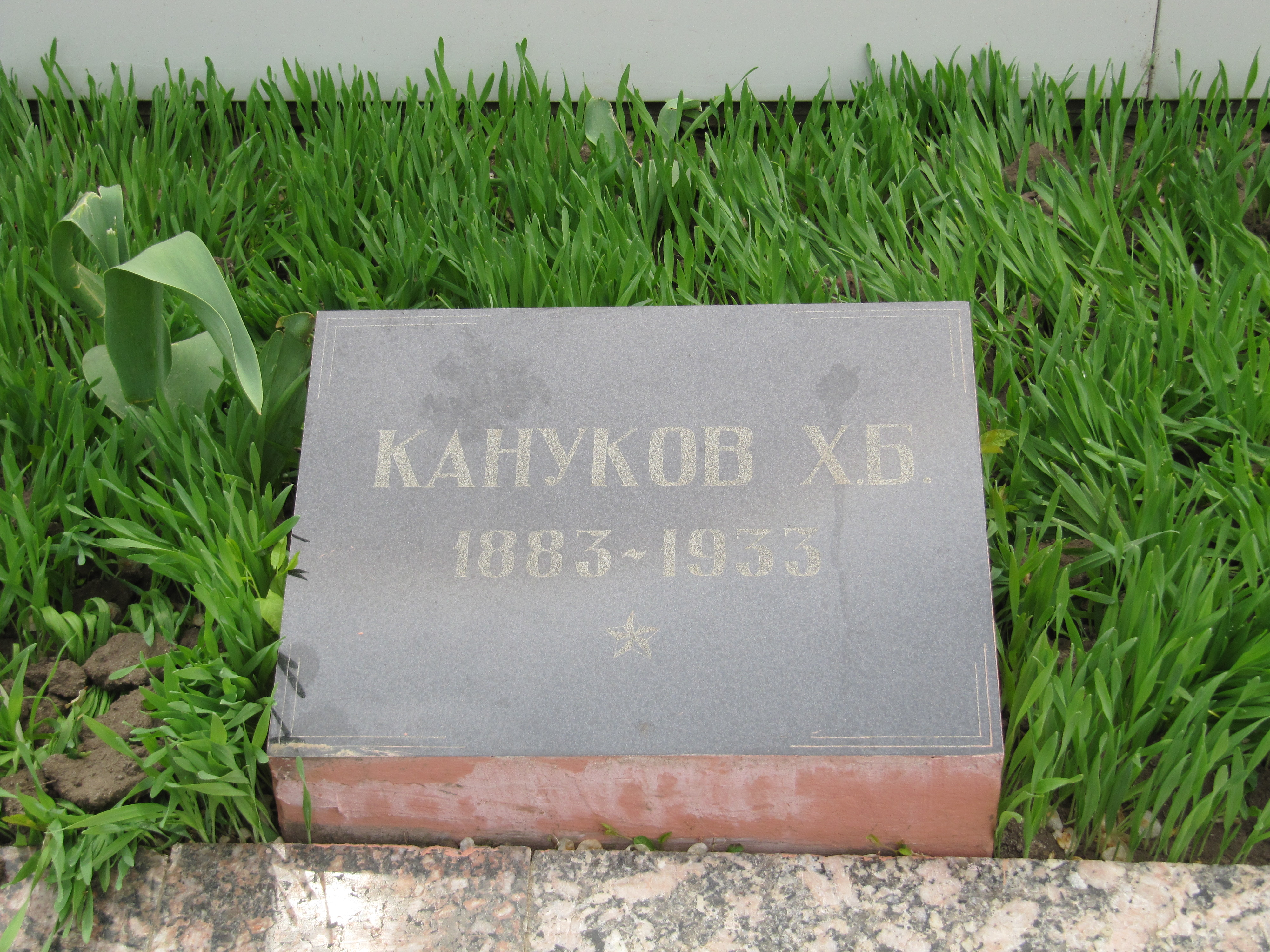
Захоронение Харти Канукова, Мемориальный комплекс героев Гражданской и Великой Отечественной войн, Элиста

Харти́ Бади́евич Кануко́в (5 [17] декабря 1883, хутор Зундов, область Войска Донского — 7 февраля 1933, Элиста, Калмыцкая автономная область) — революционный и общественный деятель времён Гражданской войны в России, поэт, переводчик, публицист, основатель первой советской калмыцкой газеты «Улан хальмг» («Красный калмык»). Вместе с Нимгиром Манджиевым считается одним из основоположников современной калмыцкой литературы.

## Биография
Родился 17 декабря 1883 года на хуторе Зундов Иловайского юрта Сальского округа области Войска Донского в бедной семье калмыка-казака. 
Окончил приходское училище (1894-1900) в станице Великокняжеской. Народный учитель в станице Денисовской (1902—1908), участник революции 1905-1907, один из руководителей национал-демократического профессионального союза «Хальмг тангчин туг».
В службе с 1909. Рядовой казак 2-го Донского казачьего полка, по окончании курса подготовки в полковой учебной команде — младший урядник, затем сотенный вахмистр (1909-1914). Народный учитель хутора Эльмута станицы Платовской (март — июль 1914), потом вновь на военной службе в 36-м Донском кавалерийском полку (июль — декабрь 1914). Уволен в запас по болезни.
Преподаватель Зундовского приходского училища (1915-1916), переводчик съезда мировых судей 1-го Донского судебно-мирового округа (1916-1917). Член «Союза сознательных калмыков» Сальского округа, участник Съезда представителей казачьих войск в Петрограде, 1-го и 2-го Съездов донских калмыков (1917).
Участник Гражданской войны. Начальник военного отдела Куберлеевского волостного исполкома, организатор и командир краснопартизанского отряда (февраль — октябрь 1918), который влился в состав 10-й армии. В той же армии: военный инструктор 1-го Царицынского кавалерийского полка, заведующий агитационно-просветительским подотделом политотдела (октябрь 1918 — июнь 1919), организатор калмыцких военных частей и руководитель их политотдела (июнь 1919 — октябрь 1920). В это же  время он занимался также изданием агитационных листовок и брошюр для калмыков, служащих в Красной Армии.
В сентябре 1919 года организовал в Саратове издание первой калмыцкой газеты «Улан хальмг» («Красный калмык»), на страницах которой печатались произведения начинающих калмыцких поэтов и писателей.
Помощник начальника штаба (ноябрь — декабрь 1920), начальник РО (декабрь 1920 — апрель 1921) штаба 6-й Чонгарской кавалерийской дивизии, занимался подбором добровольцев для службы в Монголии.
Военный советник РО Монгольской народной армии (1921-1922), РО и политотдела штаба войск Кобдоского округа МНА (1922-1923), лично участвовал в ряде разведывательных и боевых операций. Командовал бригадой в Урге, занимался организацией кавалерийских и других воинских частей МНА (1923-1924). Работал в МНР под именем Итрах Вокунаев.
Награждён орденом Красного Знамени МНР (1931).
Член Астраханского областного ЦИКа и председатель Большедербетовского уисполкома (сентябрь 1924 — май 1925), председатель ЦИК Калмыцкой автономной области (май 1925 — июль 1927), представитель Калмыцкой области при Президиуме ВЦИК (август 1927 — май 1928), председатель Государственной контрольной комиссии и рабоче-крестьянской инспекции Калмыцкой АО (май 1927 — февраль 1933).
С 1925 года исполнял обязанности председателя ЦИК Калмыцкой автономной области, с 1929 года был председателем областного комитета Республики Калмыкии.
Умер 7 февраля 1933 года в Элисте. Похоронен на территории Мемориального комплекса Гражданской и Великой Отечественной войн в Элисте.

## Творчество
Считается, что его листовки-воззвания «Отцам и братьям-калмыкам», «Голос калмыка», «Была ли раньше коммуна», «О коммуне», агитационные рассказы-аллегории «Сказания о голубях», «Пауки и мухи», написанные на калмыцком языке в поэтической форме для воинов-калмыков, стали первыми литературными произведениями современной калмыцкой литературы.
Хартии Кануков переводил на калмыцкий язык сочинения В. И. Ленина.

## Сочинения
- Шаҗна хувргин йовдл (Проделки священников), поэма, 1929 г.

## Память
- В Элисте одна из улиц названа именем Харти Канукова.
- В 1963 году Элистинскому педагогическому училищу присвоено имя Харти Канукова.
- Именем Харти Канукова названо село в Сарпинском районе в Калмыкии.